# Jorge Corona Méndez
Jorge Francisco Corona Méndez es un político mexicano, miembro del Partido Verde Ecologista de México, es diputado federal para el periodo que termina en 2021.

## Biografía
Jorge Corona Méndez es contador público egresado de la Universidad Autónoma del Estado de México, misma institución donde tiene un diplomado en Contraloría Interna.
Jorge Corona ha desarrollado toda su carrera política como secretario auxiliar de Enrique Peña Nieto, cuando fue gobernador del estado de México de 2005 a 2011, candidato a la presidencia de 2011 a 2012 y presidente de México de 2012 a 2018. 
De 2012 a 2015 fue diputado suplente del titular Raúl Macías Sandoval, aunque nunca llegó a ejercer la diputación, en 2018 fue nuevamente electo diputado suplante, esta vez de Jorge Emilio González Martínez, quien solicitó licencia al cargo el 9 de abril de 2019; en consecuencia, el 29 de abril Jorge Corona protesto como diputado de la LXIV Legislatura, en la que es secretario de la comisión de Relaciones Exteriores, e integrante de la comisión de Infraestructura.